# Léopold de Rennette
Henri Léopold Servais Ghislain de Rennette (Namur, 5 janvier 1765 - Namur, 14 octobre 1837) était un noble des Pays-Bas méridionaux qui fut bourgmestre de Namur.

## Histoire
- Lambert Rennette, l'arrière-grand-père de Léopold, reçu la noblesse héréditaire de l'empereur Charles VI en 1735.
- L'impératrice Marie-Thérèse accorda le titre de baron, transmissible par primogéniture, à Renier Rennette en 1742.
- Elle accorda même titre à Lambert Rennette, frère du précédent, en 1763.

## Biographie
Henri-Léopold de Rennette était le fils de Renier-Servais Rennette, seigneur de Villers-Perwin, et d'Anne-Catherine de Quinart. Il épousa Rosalie de Posson (1772-1801) en 1791, avec laquelle il eut trois enfants. Il se remaria en 1809 avec Angélique Malotau (1769-1822).
En 1817, sous le royaume uni des Pays-Bas, il reçut la confirmation de sa noblesse héréditaire et fut inscrit à l'ordre équestre de la province de Namur. Il fut maire puis bourgmestre de Namur durant les périodes française et hollandaise.

## Descendance
- Xavier de Rennette (1792-1831), fils de Léopold, épousa Albertine Hamoir (1802-1858) en 1822.
  - Xavier Ferdinand de Rennette de Villers-Perwin (1823-1900), lieutenant-général, fut élevé en 1857 au titre de baron, transmissible par primogéniture, et il reçut en 1887 la permission d'adjoindre de Villers-Perwin à son patronyme. Il épousa Isaure Moretus Plantin (1833-1905) en 1860.
    - Ferdinand Charles de Rennette de Villers-Perwin (1869-1947), lieutenant-général, vice-gouverneur de la province de Katanga et présidant du Cercle royal africain, épousa Marguerite de Wolff de Moorsel (1872-1904) en 1890 mais ils divorcèrent en 1902. Il se remaria avec Henriette Descantons de Montblanc (1886-1982) en 1908.
      - Ferdinand de Rennette de Villers-Perwin (1910-1988) épousa Nelly Dressant (° 1933) en 1958 mais le couple resta sans enfant.
- Eugène de Rennette (1796-1887), fils de Léopold, fut général-major. Il épousa successivement Philippine Wasseige (1795-1829) en 1822 et sa sœur, Henriette Wasseige (1806-1881) en 1831. Ces deux unions restèrent sans enfant.

La famille s'éteignit avec la mort de Ferdinand de Rennette en 1988.

## Littérature
- Généalogie de Rennette, dans Annuaire de la noblesse de Belgique, Bruxelles, 1857.
- J. YERNAUX, Généalogie de la famille de Rennette de Villers-Pirwin, dans Annuaire de la noblesse de Belgique, Bruxelles, 1934.
- O. COOMANS DE BRACHÈNE, État présent de la noblesse belge, Annuaire 1997, Bruxelles, 1997.